# ЛПДС Елизаветинка
ЛПДС Елизаве́тинка — посёлок в Клявлинском районе Самарской области, входит в состав сельского поселения Старый Маклауш.

## География
Находится на расстоянии примерно 10 километров по прямой на северо-восток от районного центра железнодорожной станции Клявлино.

## Население
Постоянное население составляло 167 человек (мордва 63%, русские 28%) в 2002 году, 143 в 2010 году.